# Karl Eder
Karl Eder (* 10. September 1889 in Lindach; † 1. Mai 1961 in Graz) war ein österreichischer Historiker.

## Leben
Er studierte ab 1909 Katholische Theologie, Geschichte und Kunstgeschichte. Er wurde 1914 zum Dr. theol. promoviert und 1923 zum Dr. phil. Er war Pfarrer, Religionslehrer und Gymnasialprofessor und wurde 1933 Professor an der Linzer Diözesanlehranstalt. 1941 habilitierte er sich an der Katholisch-theologischen Fakultät der Universität Wien und folgte 1948 einem Ruf an die Universität Graz. Er war ab 1955 Mitglied der Österreichischen Akademie der Wissenschaften (ÖAW). Von 1951 bis 1961 war er Mitglied der Historischen Landeskommission für Steiermark.

## Schriften (Auswahl)
- Die Geschichte der Kirche im Zeitalter des konfessionellen Absolutismus (1555–1648). Herder, Wien 1949, OCLC 1043958019.
- Die landesfürstliche Visitation von 1544, 1545 in der Steiermark. Ein Beitrag zur Reformationsgeschichte Innerösterreichs. Graz 1955, OCLC 74741662.
- Der Liberalismus in Altösterreich. Geisteshaltung, Politik und Kultur. Wien 1955, OCLC 835954920.
- Zwischen Spätmittelalter und Reformationszeit. Der steirische Pfarrer Dr. Jakob Radkersburger, Hofkaplan Kaiser Maximilians I. (1479–1540). Innsbruck 1960, OCLC 716557194.